# Бранко Рашович
Бранко Рашович (серб. Branko Rašović / Бранко Рашовић; 11 квітня 1942, Подгориця, Королівство Чорногорія — 11 жовтня 2024, Белград, Сербія) — югославський футболіст, захисник «Будучності», «Партизана» та дортмундської «Боруссії», а також збірної Югославії.

## Клубна кар'єра

### «Будучност»
Рашович почав займатися футболом у «Будучності» з Подгориці. Грав на позиції центрального півзахисника. Він був високий і добре грав головою. Ще в юності був помічений і отримав запрошення в юнацьку та молодіжну збірну Югославії.
У сезоні 1961/62 він зумів потрапити до першої ліги зі своїм клубом і зіграв там один сезон у 1962/63, але «Будучност» знову вилетіла до другої ліги. У наступному сезоні він грав у другій лізі, але отримав запрошення від «Партизана».

### «Партизан»
Рашович грав у «Партизані» п'ять років, з 1964 по 1969 рік. Уже в першому сезоні після переходу в нову команду, 1964/65, він закріпився в першій одинадцятці і здобув титул чемпіона Югославії. У тому сезоні він провів сімнадцять матчів за «Партизан».

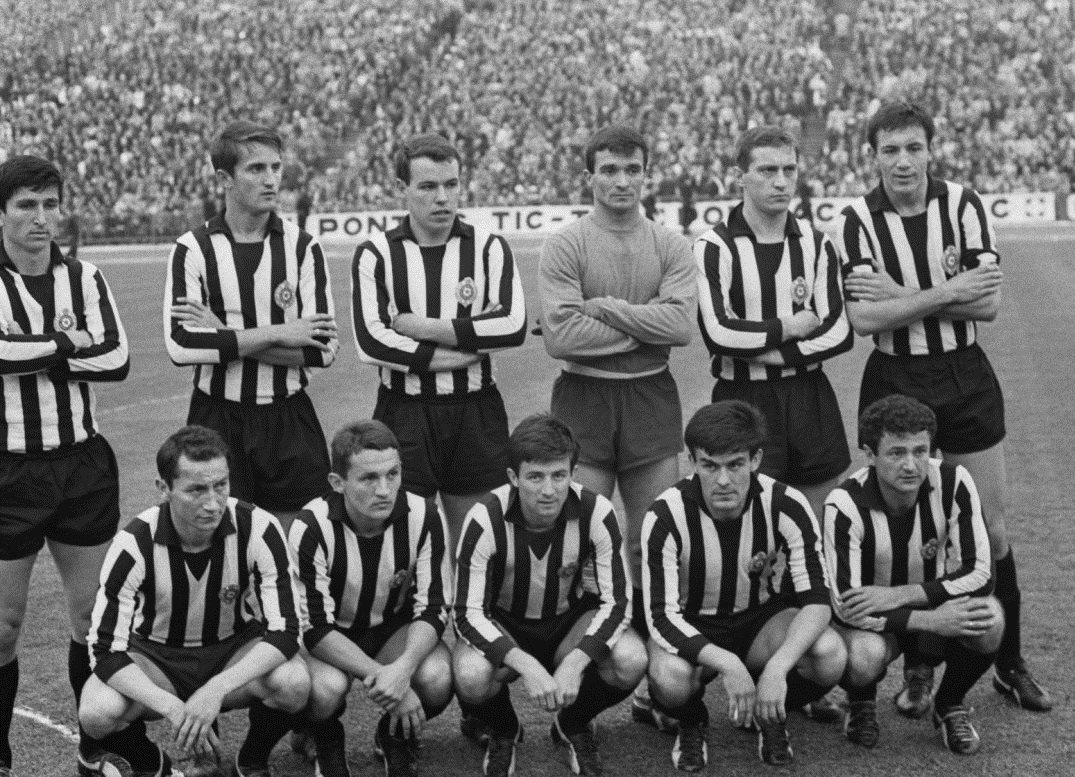
Рашович (крайній праворуч у верхньому ряду) перед фіналом Кубка європейських чемпіонів «Партизана» проти «Реала». 1966 рік.

Всього за «Партизан» він провів 210 ігор і забив два голи в усіх турнірах.
На міжнародному рівні провів за «Партизан» тридцять дев'ять ігор і забив один гол. Вінцем його кар'єри стала гра у фіналі Кубка чемпіонів 1966 року, що відбувся в Брюсселі, де «Партизан» грав проти мадридського «Реала», але програв з рахунком 1:2.

### «Боруссія» (Дортмунд)
Після «Партизана» Рашович у 1969 році перейшов до західнонімецького клубу Бундесліги «Боруссія» з Дортмунда. Він дебютував у Бундеслізі 16 серпня 1969 року у грі проти «Ганновера 96» (2:4). «Боруссія» залишалася в першому дивізіоні наступні три сезони, а в наступних двох сезонах, 1972/73 та 1973/74, вона грала в регіональній німецькій лізі. Це також були останні сезони кар'єри Рашовича. Він зіграв свою останню гру в чемпіонаті 31 березня 1974 року проти клубу «Вестфалія 04».
Загалом він провів п'ять сезонів у «Боруссії» і зіграв 78 ігор у першому дивізіоні та 30 ігор у регіональній лізі. Загалом за «Боруссію» він провів 109 ігор чемпіонату.

## Виступи за збірну
Рашович дебютував у національній збірній Югославії 1 квітня 1964 року в товариському матчі проти Болгарії. Матч відбувся в Ниші у присутності 10 000 глядачів матч завершився перемогою Югославії з рахунком 1:0.
Останній матч провів 7 жовтня 1967 року у матчі відбору на чемпіонат Європи проти ФРН. Матч відбувся в Гамбурзі в присутності 70 573 глядачів і завершився перемогою Німеччини з рахунком 1:3. Незважаючи на цю поразку, Югославія кваліфікувалася на чемпіонат Європи, але Рашович не туди вже не поїхав.
Всього за збірну Югославії Рашович провів 10 ігор.

## Тренерська кар'єра
Рашович почав тренерську роботу в 1978 році в «Партизані» і обіймав ріні посади до завершення спортивної кар'єри в 2008 році, але головним тренером так і не став.

## Статистика матчів за «Партизан»
| Турнір                       | Ігор | Голів |
| ---------------------------- | ---- | ----- |
| Перша ліга                   | 96   | 0     |
| Міжнародні                   | 29   | 0     |
| Товариські                   | 59   | 1     |
| Кубок Югославії              | 1    | 0     |
| Кубок європейських чемпіонів | 9    | 0     |
| Кубок Центральної Європи     | 1    | 1     |
| Кубок визволення Белграда    | 2    | 0     |
| Турнір у Мостарі             | 2    | 0     |
| Всього                       | 210  | 2     |

## Особисте життя
Його син Вук Рашович також був футболістом, а потім тренером.
Бранко Рашович помер 11 жовтня 2024 року у віці 82 років.